# Leonyid Kosztyantinovics Kadenyuk
Leonyid Kosztyantinovics Kadenyuk (ukránul: Леонід Костянтинович Каденюк; Kliskivci, 1951. január 28. – Kijev, 2018. január 31.) vezérőrnagy, ukrán pilóta, mérnök és űrhajós. Az STS–87 űrrepülés keretében a Columbia űrrepülőgép fedélzetén járt a világűrben.
A Csernyivci terület Hotini járásában található Klisivci faluban született. Szülei tanárok voltak. 1967-ben fejezte be középiskolai tanulmányait, majd a Csernyihivi Katonai Repülési Főiskolára ment tanulni. 1971-ben fejezte be a főiskolát, ahol ezt követően oktatóként dolgozott.

## Részvétele a szovjet űrprogramban
1976-ban kiválasztották a szovjet űrhajós egységbe, és a Buran űrrepülőgépre felkészülő csoportba került. 1977-ben berepülőpilóta minősítést kapott. 1977 és 1979 között űrhajós kiképzésen vett részt. 1977-től 1983-ig a Buran űrrepülőgép berepülőpilótája volt. 1984-től 1988-ig a szovjet Kozmikus Csapatok állományában volt berepülőpilóta, majd 1984-ben visszatért a Buran-programhoz, ahol 1996-ig dolgozott. Közben tanult a Moszkvai Repülési Főiskolán is, ahol 1989-ben repülőmérnöki oklevelet szerzett. A tervezett, személyzettel végrehajtandó Buran-űrrepülés során Kadenyuk lett volna a parancsnok. A program felfüggesztése miatt 1990–1992 között Szojuz–TM-mel történő repülésre képezték át. Berepülőpilótaként több mint 50 repülőgéptípust repült.

## Űrrepülése
A Szovjetunió felbomlását követően Oroszországban maradt, ahol orosz állampolgárságot is kapott.  1995-ben, az első ukrán űrrepülés előkészítése során az Ukrán Nemzeti Űrkutatási Iroda (NKAU) felajánlotta számára a közös amerikai-ukrán űrprogramban való részvételt. 1996-ban Kadenyuk hazatért Ukrajnába. Az amerikai űrsikló fedélzetén tervezett repülésre két jelölt volt. Kadenyuk mellett Jaroszlav Pusztovij kutató neve is felmerült, de tapasztalata és felkészültsége miatt végül egyértelműen Kadenyukot választották ki a repülésre. Ezt követően a NASA-nál vett részt kiképzésen, amely során T–38-on repült.
STS–87, a Columbia űrrepülőgép 24. repülésének küldetésfelelőse. Az amerikai mikrogravitációs laboratóriumban (USMP–4) a legénység 12 órás munkaciklusokban végezte az előírt szakmai programot. Az amerikai–ukrán közös kutatási program keretében elsősorban biológiai kísérleteket végzett különféle növényekkel. Második űrszolgálata alatt összesen 15 napot, 16 órát és 34 percet (376 óra) töltött a világűrben. 10 500 000 kilométert repült, 250-szer kerülte meg a Földet. Az űrrepülését követően az Ukrán Nemzeti Űrkutatási Irodában folytatta tevékenységét.

## Politikai tevékenysége
A 2002-es ukrajnai parlamenti választásokon a Leonyid Kucsma elnököt támogató Trudova Ukrajina párt színeiben, pártlistáról bekerült a Legfelsőbb Tanácsba. Parlamenti képviselőként a Védelmi és Nemzetbiztonsági Bizottság tagja volt. 2002 decemberétől 2006 januárjáig elnöki tanácsadóként is tevékenykedett. Politikusként többnyire a passzívitás jellemezte.
A 2006-os parlamenti választásokon Volodimir Litvin Néppártja pártlistájának 3. helyén szerepelt. A párt azonban nem érte el a 3%-os bejutási küszöböt (2,44%-ot kapott), így Kadenyuk sem jutott parlamenti mandátumhoz. 2006. február 14-én az elnök mellett működő Űrkutatási Bizottság vezetőjévé nevezték ki.  2011 januárjától Ukrajna miniszterelnökének repülési és űrkutatási tanácsadója volt.

## Halála
2018. január 31-én Kijev Carszke Szelo városrészében reggeli futás közben rosszul lett. A mentők megérkezése előtt szívinfarktusban elhunyt.